# Eveking
Eveking ist ein Ortsteil der Stadt Werdohl im Märkischen Kreis in Nordrhein-Westfalen.

## Geographie
Eveking liegt im Versetal zwischen Werdohl und Lüdenscheid und gehört zum Märkischen Kreis. Mitten durch Eveking verläuft die Verse, die bei dem Werdohler Ortsteil Versevörde in die Lenne mündet.

## Nachbarorte

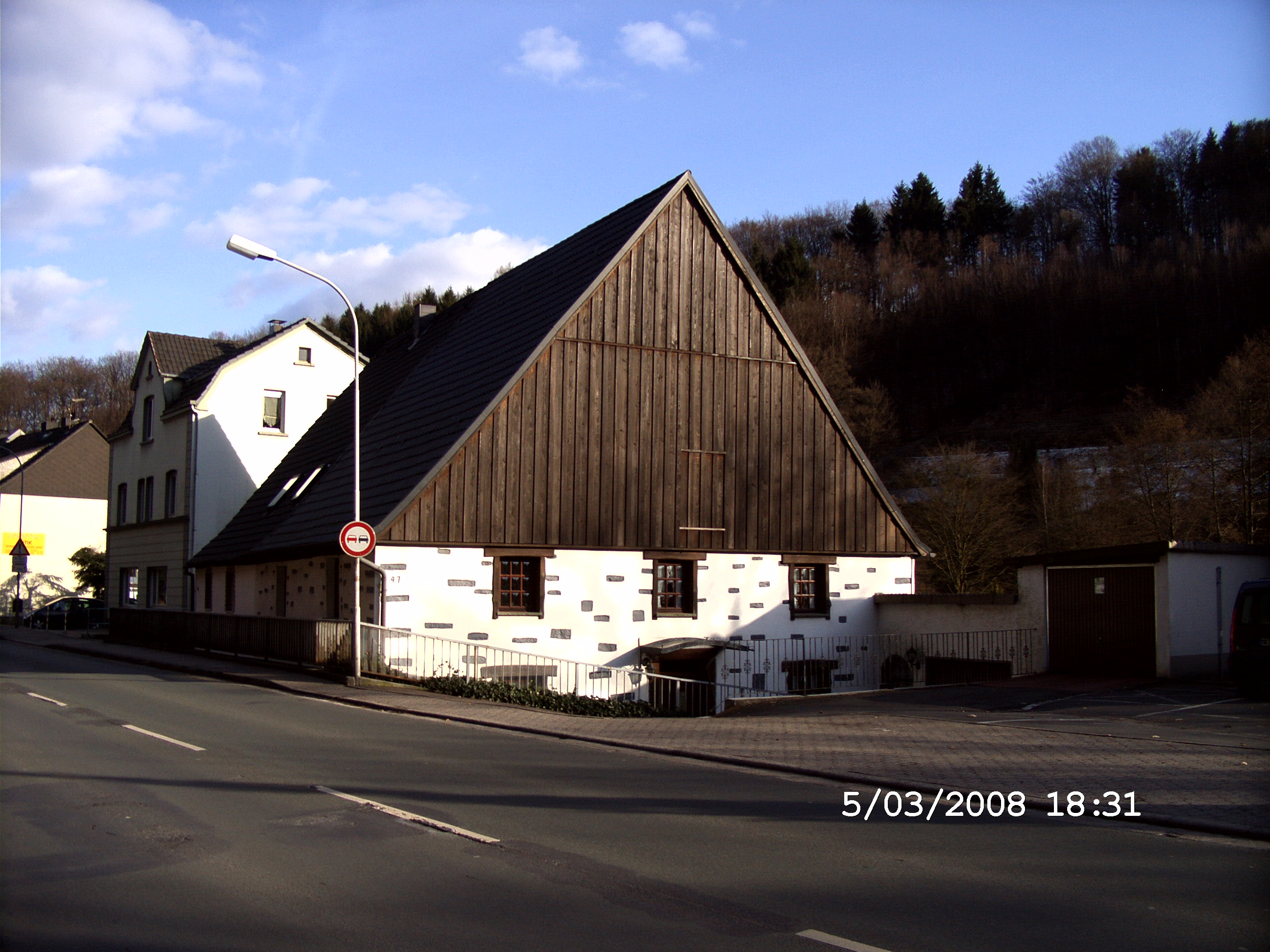
Bauernhaus (Baujahr: 1651)

- Kleinhammer
- Bärenstein
- Altenmühle

## Geschichte
Das älteste Gebäude des Ortes ist ein Bauernhaus aus dem Jahre 1651. Fruchtbare Talböden ermöglichten einen lohnenden Ackerbau. Zusätzlich wurden zugängliche Hanglagen gerodet.
Ende des 19. Jahrhunderts wurden in Eveking von der Fa. Berg Teile für den ersten Zeppelin hergestellt.
1927 konnte eine eigene Kirche eingeweiht und im gleichen Jahr der Friedhof angelegt werden. Bis zu dieser Zeit wurde ein Friedhof in Werdohl genutzt.

## Bildergalerie

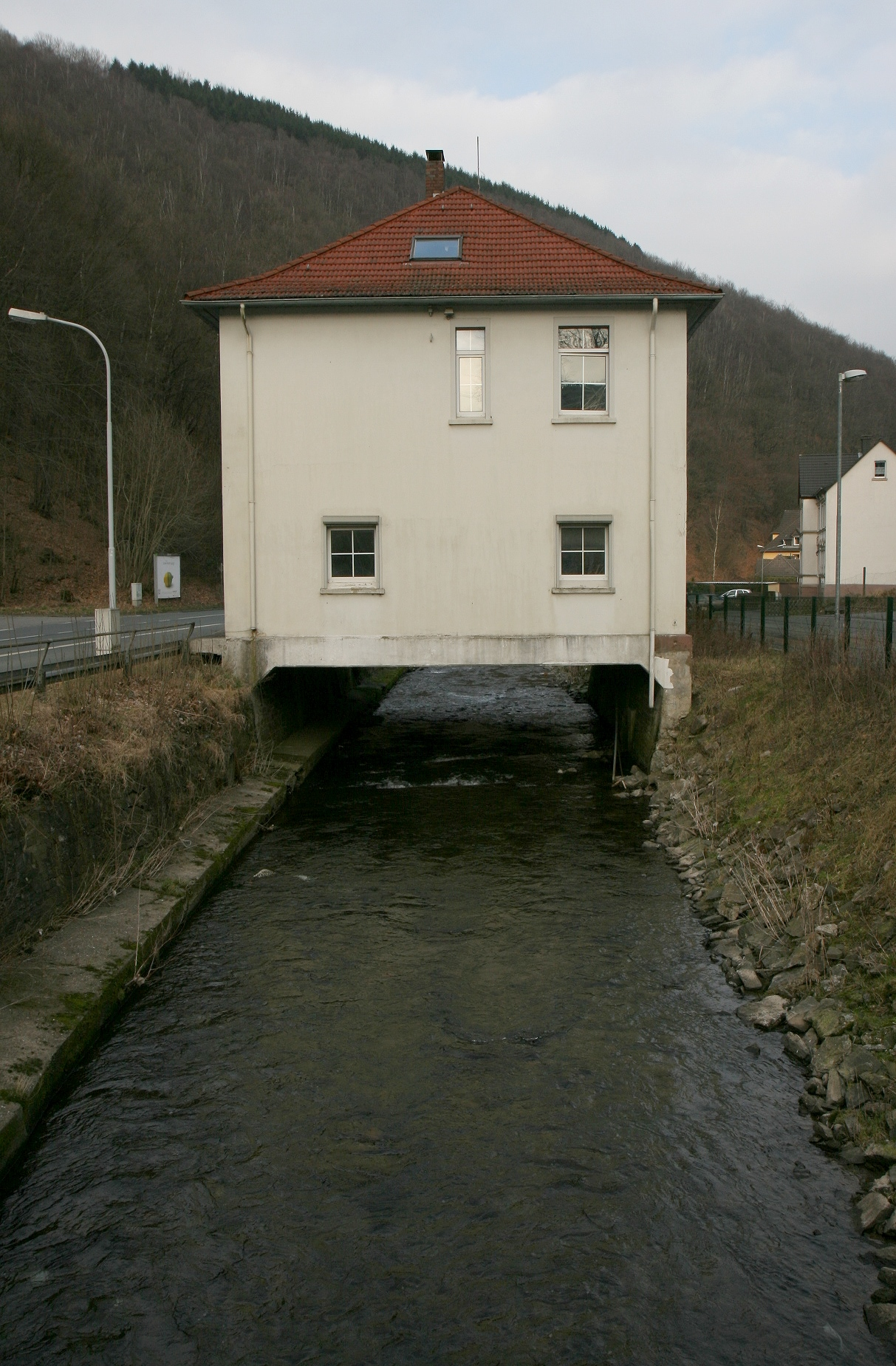
Die Verse bei Eveking. (Das Haus wurde inzwischen abgerissen)
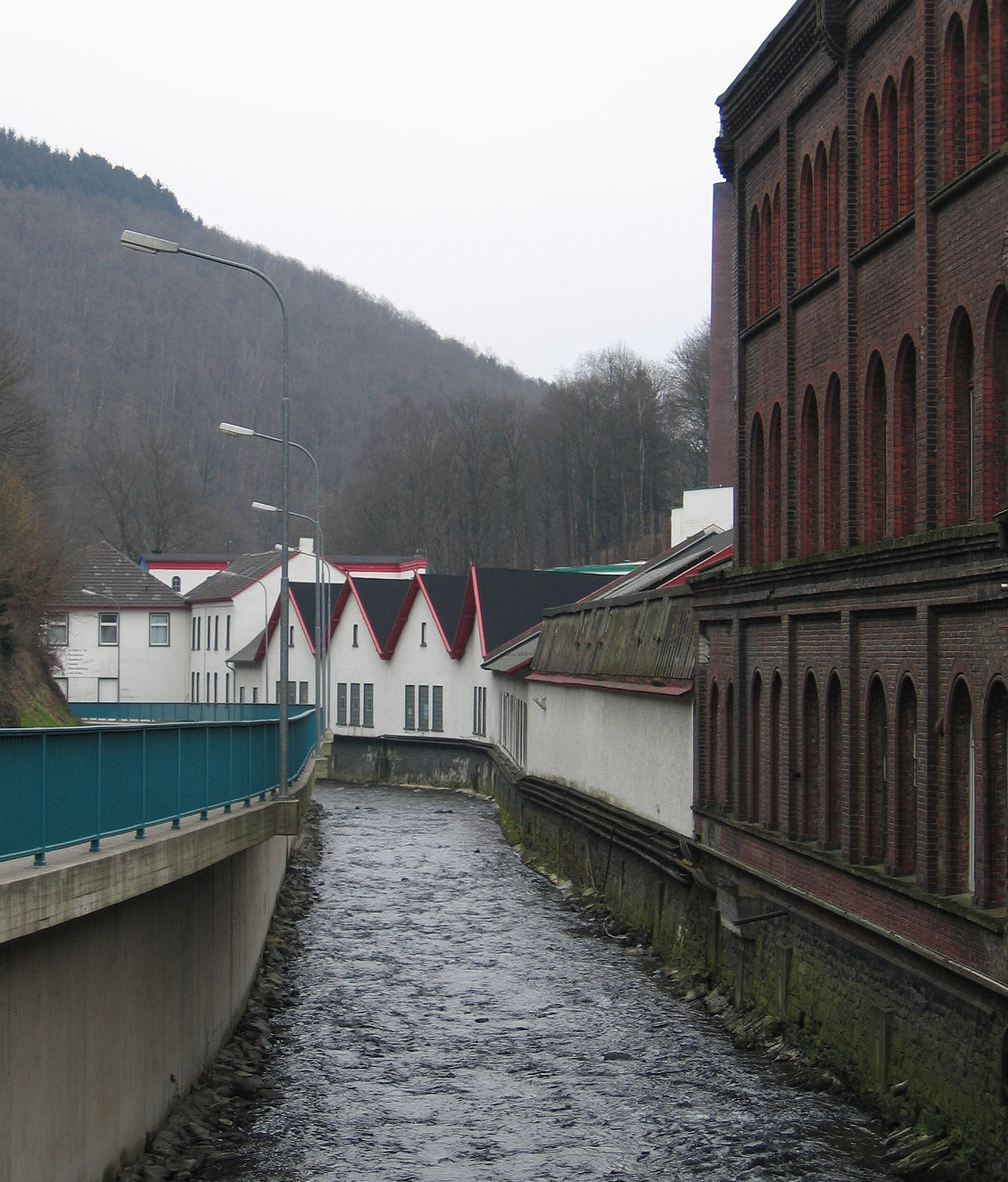
Industriegebäude der ehemaligen Firma Carl Berg
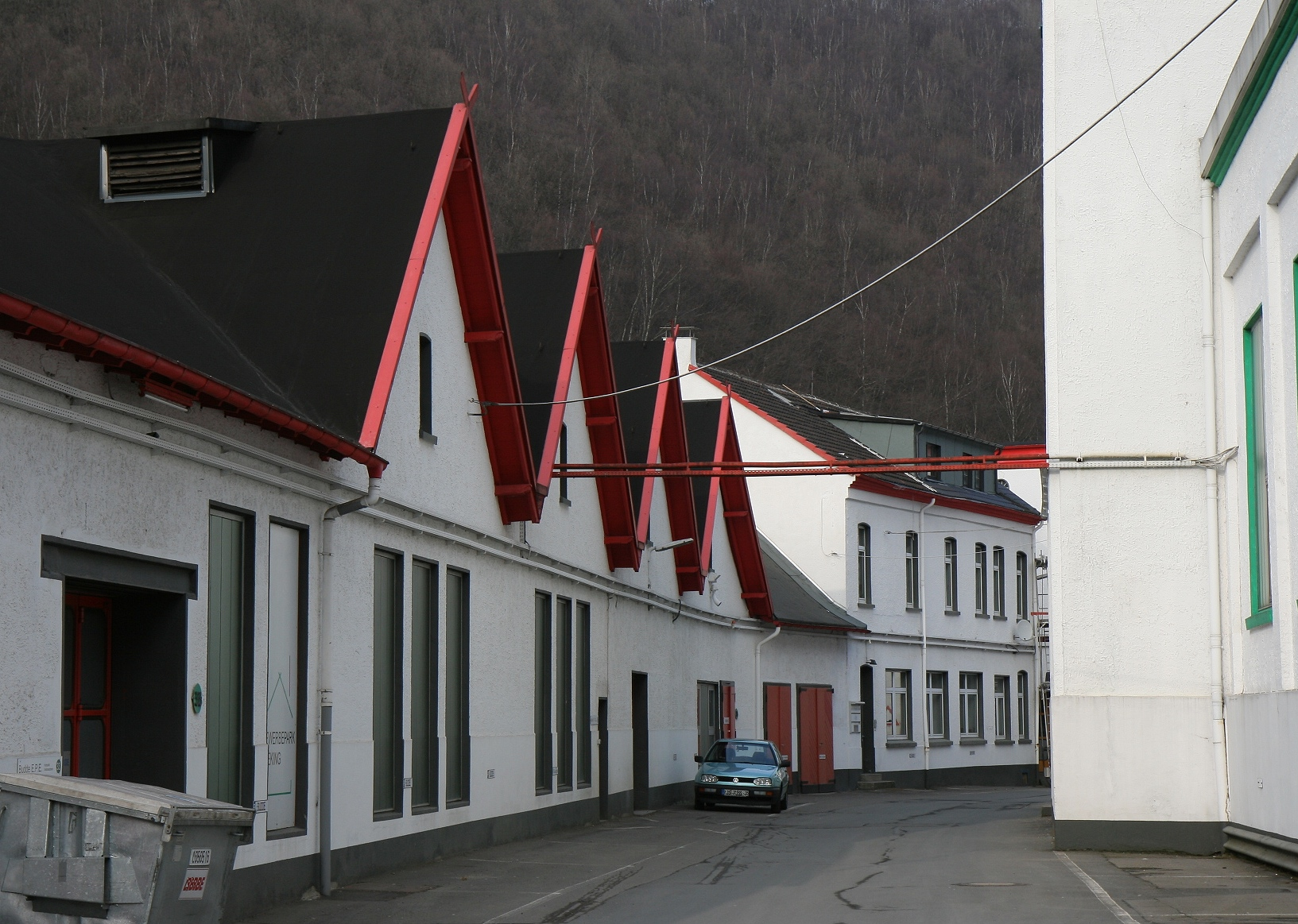
Industriegebäude der ehemaligen Firma Carl Berg (Innenhof)
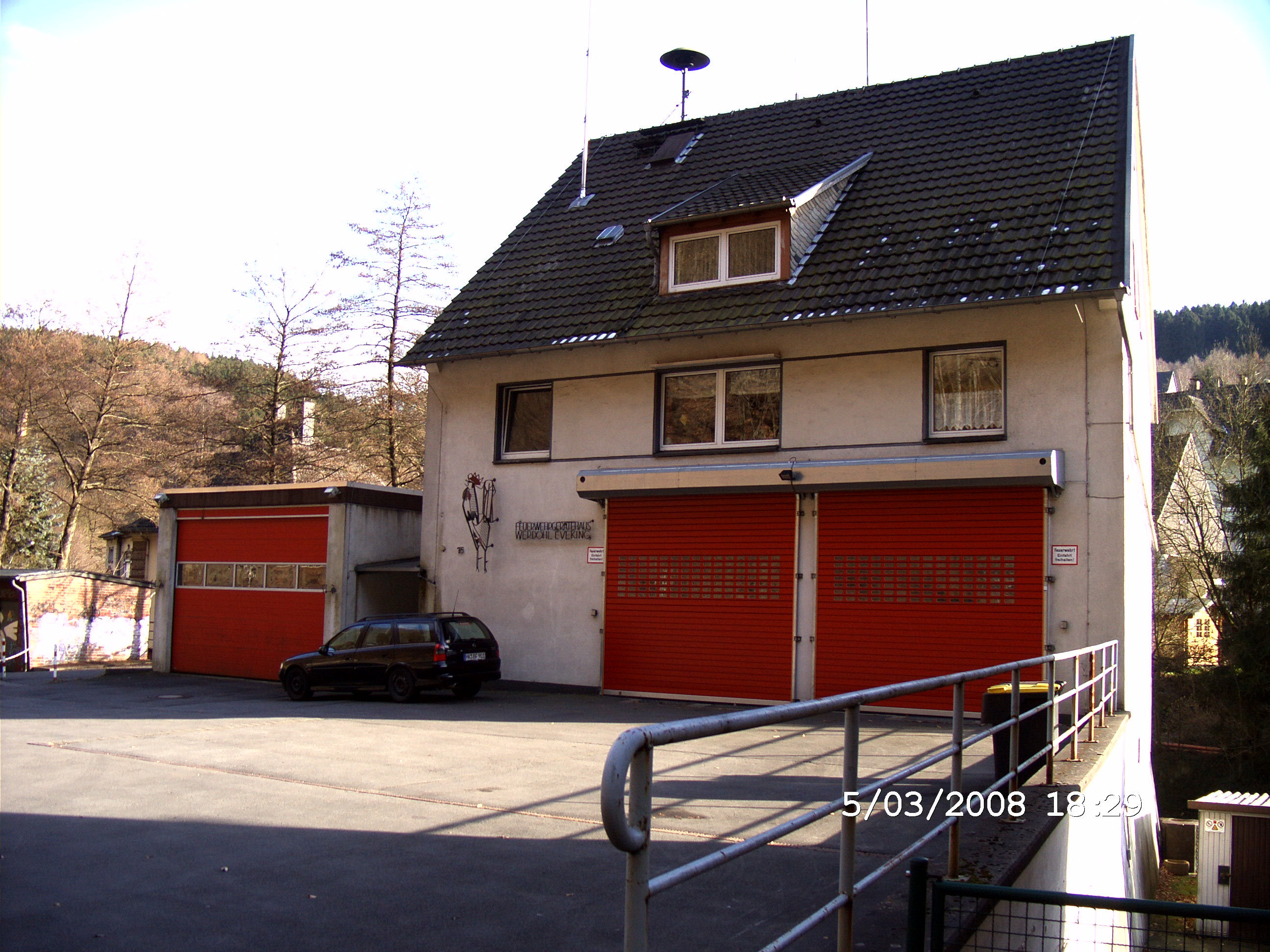
Ehemaliges Feuerwehrhaus Eveking, März 2008

## Wichtige Einrichtungen
- zwei Kindergärten
- eine katholische und eine evangelische Kirche mit je einem Friedhof
- ein Löschzug (LZ 3) der Freiwilligen Feuerwehr Werdohl
- eine Geschäftsstelle des Malteser Hilfsdienstes
- der Gewerbepark Eveking
- diverse Gastronomiebetriebe und kleine Einzelhändler